# Club Atlético Chaco For Ever
El Club Atlético Chaco For Ever és un club de futbol argentí de la ciutat de Resistencia, a la província del Chaco.
Fundat el 27 de juliol de 1913, Chaco For Ever segueix l'antiga tradició d'usar noms anglesos per als clubs de futbol argentins (altres exemples són River Plate, Boca Juniors, Newell's Old Boys, Racing Club o All Boys.
Tot i ser històricament el club més potent de la província del Chaco, mai ha estat un dels clubs grans del futbol argentí, basats principalment a la província de Buenos Aires o a altres ciutats importants. El seu major èxit van ser les dues temporades que va jugar a primera divisió, el 1989/90 i 1990/91. A la 1989/90 acabà dissetè i guanyà la promoció de descens contra el Racing de Córdoba per 5-0 mantenint la seva plaça a primera. La següent temporada la Primera es dividí en Apertura i Clausura, i el Chaco acabà 16è i 19è, perdent la categoria. També ha jugat set temporades a segona divisió (Primera B Nacional Argentina).

## Palmarès
- Torneig Nacional B (1):
  - 1988-1989
- Torneig Regional (6):
  - 1967, 1973, 1974, 1979, 1980, 1983
- Torneig de l'Interior (1):
  - 1985
- Campionat de Chaco de futbol (29):
  - 1926, 1927, 1928, 1929, 1930, 1931, 1932, 1935, 1948, 1949, 1950, 1951, 1962, 1966, 1968, 1971, 1976, 1978, 1979, 1981, 1983, 1984, 1985, Apertura 2000, Apertura 2001, Apertura 2002, Apertura 2003, Apertura 2004, Clausura 2004